# بخش ماسی (وارن، اوهایو)
بخش ماسی (به انگلیسی: Massie Township) یک منطقهٔ مسکونی در ایالات متحده آمریکا است که در شهرستان وارن، اوهایو واقع شده‌است.
 بخش ماسی ۵۵٫۰ کیلومتر مربع مساحت و ۱٬۰۶۱ نفر جمعیت دارد و ۲۷۱ متر بالاتر از سطح دریا واقع شده‌است.